# Ilie Floroiu
Ilie Floroiu (ur. 29 listopada 1952 we wsi Iulia w okręgu Tulcza) – rumuński lekkoatleta, długodystansowiec,  pięciokrotny medalista uniwersjad, dwukrotny olimpijczyk.

## Kariera sportowa
Zajął 5. miejsce w biegu na 5000 metrów i 14. miejsce w biegu na 10 000 metrów na mistrzostwach Europy w 1974 w Rzymie.
Zdobył srebrne medale w biegach na 5000 metrów i na 10 000 metrów na uniwersjadzie w 1975 w Rzymie (na obu dystansach wyprzedził go Włoch Franco Fava). Zajął 5. miejsce w biegu na 10 000 metrów i odpadł w eliminacjach biegu na 5000 metrów na igrzyskach olimpijskich w 1976 w Montrealu. Na uniwersjadzie w 1977 w Sofii wywalczył brązowy medal w biegu na 10 000  metrów, a na mistrzostwach Europy w 1978 w Pradze zajął 5. miejsce w biegu na 5000 metrów i 7. miejsce w biegu na 10 000 metrów. 
Zwyciężył w biegach na 5000 metrów i na 10 000 metrów na uniwersjadzie w 1979 w Meksyku. Na igrzyskach olimpijskich w 1980 w Moskwie zajął 10. miejsce w biegu na 10 000  metrów.
Odniósł wiele sukcesów w mistrzostwach krajów bałkańskich, zdobywając złote medale w biegu na 5000 metrów w 1976, 1976 i 1979 oraz w biegu na 10 000 metrów w latach 1974–1976 i 1979, a także srebrne medale w biegu na 5000 metrów w 1975 i w biegu na 10 000 metrów w 1984. Był również mistrzem krajów bałkańskich w biegu przełajowym w 1977, 1978 i 1980, wicemistrzem w 1974 i 1975 oraz brązowym medalistą w 1981.
Był mistrzem Rumunii w biegu na 5000 metrów w latach 1974–1976 i 1978–1980, w biegu na 10 000 metrów w latach 1973–1980, w biegu maratońskim w 1976 oraz w biegu przełajowym na długim dystansie w latach 1974–1978 i 1980.
Trzykrotnie poprawiał rekord Rumunii w biegu na 5000 metrów do czasu 13:15,0 (23 lipca 1978 w Bukareszcie) i ośmiokrotnie w biegu na 10 000 metrów  do wyniku 27:40,06 (29 sierpnia 1978 w Pradze). Są to aktualne (luty 2022) rekordy Rumunii.